# Xylobium subpulchrum
Xylobium subpulchrum är en orkidéart som beskrevs av Robert Louis Dressler. Xylobium subpulchrum ingår i släktet Xylobium och familjen orkidéer.
Artens utbredningsområde är Peru. Inga underarter finns listade i Catalogue of Life.